# فالكي
فالكي (Валки) هي مدينة في مقاطعة كاركيفسكا في أوكرانيا.
يبلغ عدد سكانها حوالي 9544 نسمة.